# Zofia Albinowska-Minkiewiczowa

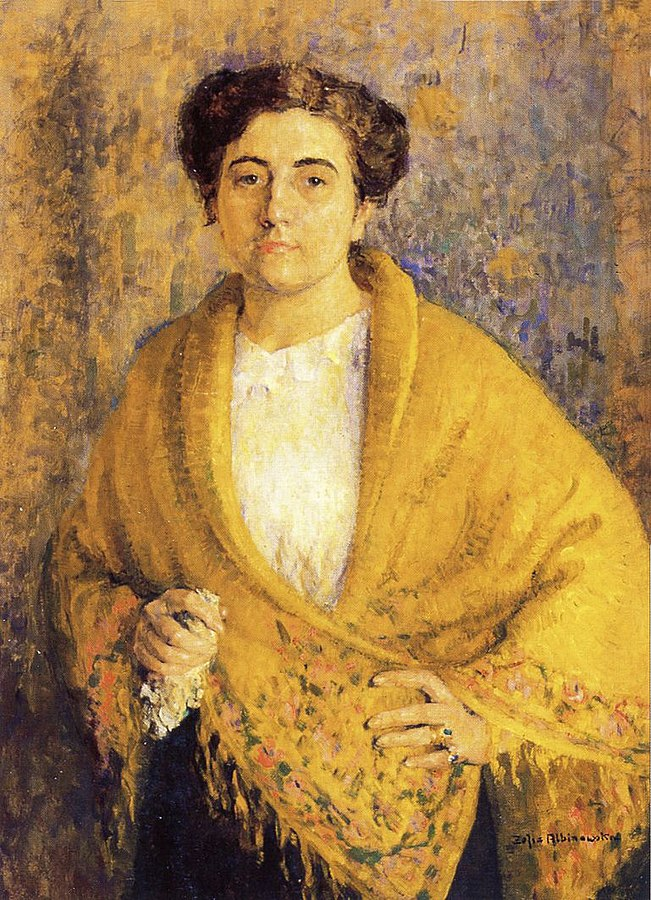
Zofia Albinowska-Minkiewiczow, 1913

Zofia Julianiwna Albinowska-Minkiewiczowa (ukrainisch Софі́я Юліа́нівна Альбіно́вська-Мінке́вич; * 18. November 1886 in Klagenfurt am Wörthersee, Österreich-Ungarn; † 30. Juni 1972 in Lwiw, Ukrainische SSR, Sowjetunion) war eine polnisch-ukrainische Malerin und Grafikerin.

## Leben und Werk
Albinowska-Minkevich war die Tochter des polnischen Generals Juliusz Albinowski. Sie studierte von 1901 bis 1906 an den Privatschulen von Gendrich Shtreblov und ab 1902 an den Schulen von  Franz Hohenberg und Ferdinand Kruis. 
Von 1906 bis 1909 lebte sie in Paris, wo sie zunächst an der Akademie Colarossi und später an der École des Beaux Arts studierte. In Paris freundete sie sich mit der polnischen Künstlerin Olga Boznanskaya an, die ihr die Geheimnisse ihrer im Bereich der Ölmalerei praktizierten Technik verriet.
Während ihres Studiums reiste sie viel und besuchte England, Belgien, die Niederlande und Italien. Sie setzte ihr Studium von 1909 bis 1912 an der Wiener Kunstgewerbeschule fort und lehrte gleichzeitig auch an dieser Universität und gab privaten Malunterricht.
1912 zog sie nach Lemberg, wo sie 1922 den polnischen Architekten, Ingenieur und Rektor des Lemberger Polytechnikums, Witold Minkiewicz, heiratete. Sie nahm einen doppelten Nachnamen an, aber signierte ihre Bilder immer mit ihrem Geburtsnamen Zofia Albinowska.
Sie beteiligte sich am Leben der Künstlergemeinschaft in Lemberg und war von 1917 bis 1939 Präsidentin des Verbandes Polnischer Künstler und von 1922 bis 1939 Vizepräsidentin der Lemberger Gesellschaft der Freunde der Schönen Künste.
1923 wurde sie mit dem Verdienstkreuz der Republik Polen ausgezeichnet.
Bereits 1903 fand ihr Ausstellungsdebüt in Wien statt. Später stellte sie ihre Werke auf vielen internationalen Gemeinschaftsausstellungen aus, so in Prag, Paris und New York City. Ihre Werke wurden auch regelmäßig auf Ausstellungen in Krakau, Warschau und Lemberg gezeigt. 1972 fand in der Lemberger Kunstgalerie eine posthume Ausstellung mit ihren Gemälden statt.

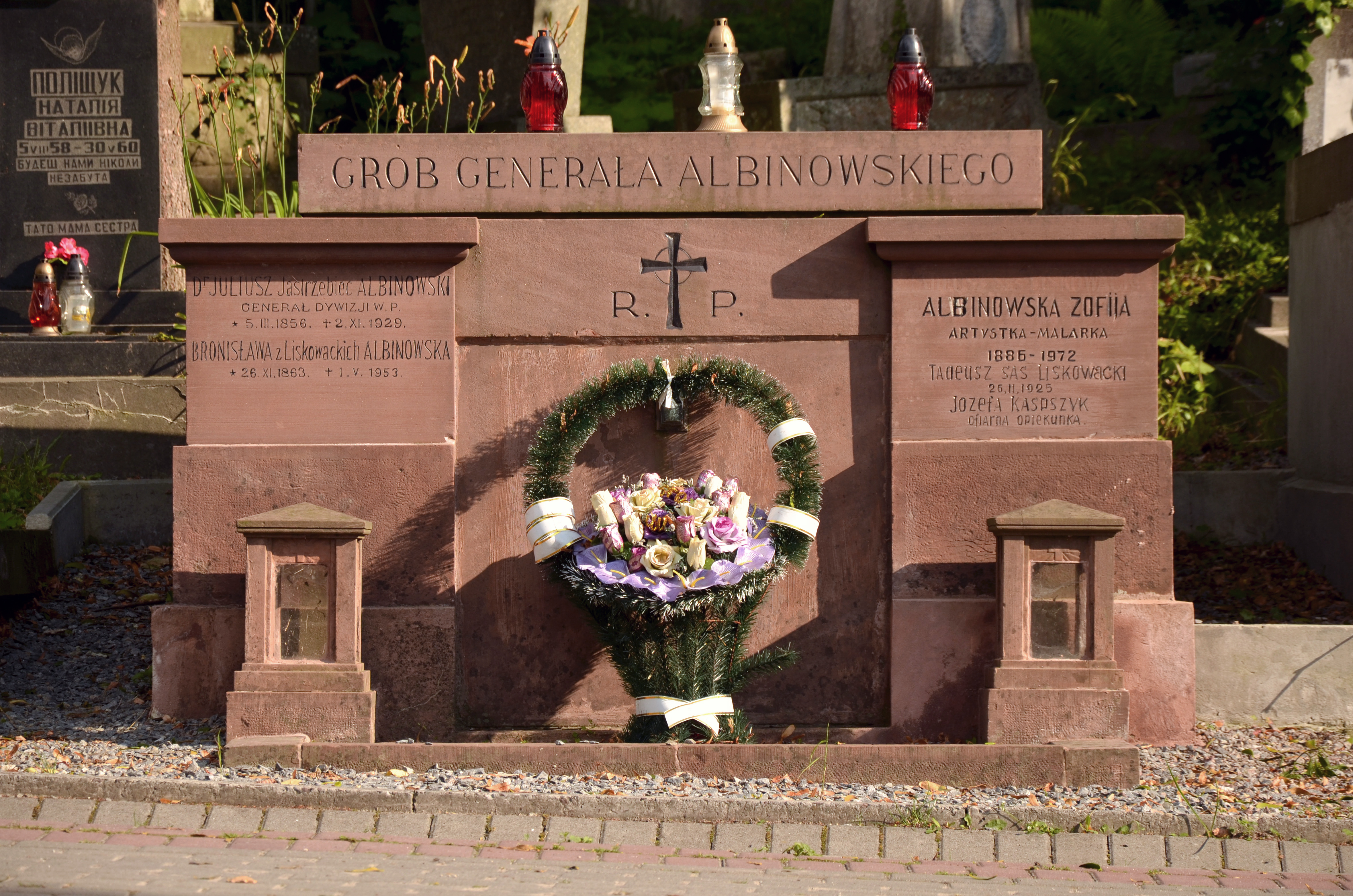
Das Familiengrab von Zofia Albinowska-Minkiewiczowa auf dem Lytschakiwski-Friedhof in Lemberg

Sie wurde in Lemberg auf dem Lytschakiwski-Friedhof beigesetzt.

## Werke (Auswahl)
- 1908: Bretonka
- 1932: Interieur
- 1953: Apfelblüte
- 1955: Rote Rosen
- 1956: Blumen
- 1960: Alpenveilchen
- 1961: Gladiolen und Trauben
- 1967: „Altes Porzellan“